# دبستان قدیمی مالک اشتر
دبستان قدیمی مالک اشتر مربوط به دوره پهلوی اول  است و در شهرستان سرباز، بخش پیشین، شهر پیشین، ضلع شمالی مسجد جامع پیشین واقع شده و این اثر در تاریخ ۲۷ بهمن ۱۳۸۷ با شمارهٔ ثبت ۲۴۴۹۴ به‌عنوان یکی از آثار ملی ایران به ثبت رسیده است.
.